# No Therapy
No Therapy è un singolo del produttore discografico e beatmaker tedesco Felix Jaehn, realizzata in collaborazione con la cantautrice svedese Nea e con il cantautore britannico Bryn Christopher.

## Tracce
1. No Therapy – 3:00